# Alcis shivae
Alcis shivae là một loài bướm đêm trong họ Geometridae.